# Château de Lamargé
Le château de Lamargé est un château situé sur la commune de Fontanges dans le Cantal. Il comprend plusieurs corps de logis de différentes époques depuis le XVIe siècle jusqu'au XVIIIe siècle.

## Description
Remanié au cours des siècles, le château se compose d'une tour carrée du XVe siècle incorporée dans le corps de logis de la fin du XVIe siècle, de plan rectangulaire, cantonné de deux tours à chaque extrémité de sa façade sud. Au XVIIIe siècle, agrandissement de l'édifice sur l'arrière, et ajout d'une aile. Des communs du XIXe siècle et des terrasses d'époque classique l'entourent.
À l'intérieur, décors d'époque dans l'aile du XVIIIe siècle, composés de boiseries peintes, dessus de cheminée, parquets en bois fruitier, plafonds à rosaces et corniches. décor menuiserie ; peinture.

## Historique
Le fief de Lamargé, qui avait été acquis vers 1548 par Jacques Salvaiges, bailli de Salers, marié à Françoise Mossier, dame de Palmont, qui commence à construire le château autour d'une vieille tour carrée.
Ce château restera jusqu'à la fin du XXe siècle dans la famille de Salvaige de Lamargé, il fut vendu par la suite à des propriétaires anglais.
Il est inscrit à l'inventaire des monuments historiques depuis 1986.

## Visites
Le château ne se visite pas.